# 1657 au théâtre
| Années du théâtre : 1654 - 1655 - 1656 - 1657 - 1658 - 1659 - 1660    |
| Décennies du théâtre : 1620 - 1630 - 1640 - 1650 - 1660 - 1670 - 1680 |

## Événements
- L'abbé d'Aubignac publie à Paris La Pratique du théâtre[1], où il analyse le théâtre antique et le théâtre contemporain et en tire des principes qui constituent les bases du théâtre classique français.
- automne : la troupe de Molière séjourne à Avignon. Molière s'y lie d'amitié avec les frères Nicolas et Pierre Mignard, qui peignent plusieurs portraits de lui, ainsi qu'un tableau le représentant en dieu Mars étreignant Vénus-Madeleine Béjart[2].

## Pièces de théâtre publiées
- Thomas Corneille : 
  - Bérénice.
  - La Mort de l’empereur Commode.

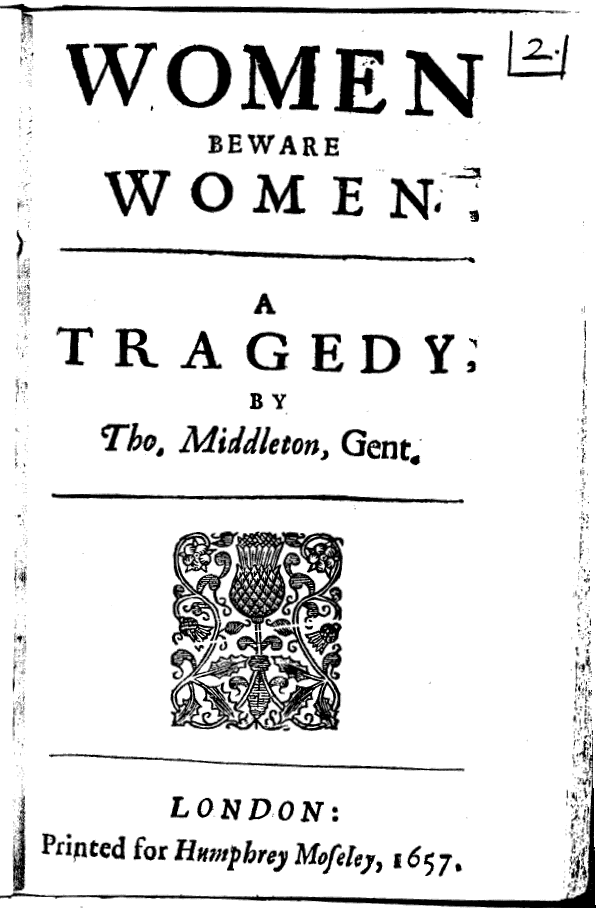
page de titre de Women Beware Women.

- Thomas Middleton, Women Beware Women, tragédie, Londres, Humphrey Moseley.

- Françoise Pascal, L'Endymion, tragi-comédie, Lyon, Clément Petit [Laurent Metton], [8]-72 p.
- Andreas Gryphius, Cardenio und Celinde (« Cardénio et Célinde »), tragédie[3].

## Naissances
- 11 février : Bernard Le Bouyer de Fontenelle, écrivain, dramaturge et scientifique français, mort le 9 janvier 1757.
- Date précise non connue : 
  - Jacques Autreau, peintre, dramaturge et poète français, mort le 18 octobre 1745.
  - Jeanne de La Rue, dite Mademoiselle Des Brosses, actrice française, sociétaire de la Comédie-Française, morte le 1er décembre 1722.
  - Christopher Rich, avocat et directeur de théâtre anglais, mort le 4 novembre 1714.

## Décès
- 16 mars : Isaac de Laffemas, poète et auteur dramatique français, né vers 1587.